# Första fem – pionjärerna som tog plats i riksdagen
Första fem – pionjärerna som tog plats i riksdagen är en svensk dokumentärfilm från 2021, gjord av Lisa Wahlbom och Anna Klara Weingarten. I filmen skildras de första fem kvinnliga svenska riksdagsledamöterna Kerstin Hesselgren, Elisabeth Tamm, Agda Östlund, Nelly Thüring och Bertha Wellin. Dokumentärfilmen gjordes till 100-årsjubileet av kvinnlig rösträtt i Sverige och visades i SVT.